# مملكة بافاريا
مملكة بافاريا (بالألمانية: Königreich Bayern ‎[ˈkøːnɪkʁaɪç ˈbaɪɐn]؛ وبالبافارية: Kinereich Bayern ‎[ˈkɪnəraɪ̯x ˈb̥ajɛɐ̯n]؛ وكانت تُكتب Baiern حتى عام 1825) هي دولة ألمانية نشأت خلفًا لـ ناخبية بافاريا [الإنجليزية]
 في عام 1806، واستمرت حتى عام 1918. ومع توحيد ألمانيا تحت راية الإمبراطورية الألمانية عام 1871، أصبحت المملكة دولة اتحادية ضمن الإمبراطورية الجديدة، واحتلت المرتبة الثانية بعد مملكة بروسيا من حيث الحجم والقوة والثروة.
تعود جذور المملكة إلى اعتلاء الناخب ماكسيميليان الرابع يوسف من أسرة فيتلسباخ عرش بافاريا في عام 1806، حيث تُوّج ملكًا، وظلّ التاج في أيدي أسرة فيتلسباخ حتى نهاية المملكة في عام 1918. وقد تشكّلت معظم حدود ولاية بافاريا الحالية (ولاية بافاريا الحرة) بعد عام 1814 بموجب معاهدة باريس، والتي تنازلت فيها مملكة بافاريا عن منطقتي تيرول وفورآرلبرغ لصالح الإمبراطورية النمساوية، في حين حصلت في المقابل على آشافنبورغ وفورتسبورغ.
وفي عام 1918، تحوّلت بافاريا إلى جمهورية عقب الثورة الألمانية، لتخلفها ولاية بافاريا الحرة الحالية.

## سجل تاريخي

### التأسيس والتوسيع على يد ماكسيميليان الأول
في 30 ديسمبر 1777، اندثرت سلالة فيتلسباخ البافارية، وانتقلت ولاية بافاريا الانتخابية إلى كارل تيودور، الأمير الناخب لبالاتينات الانتخابية. بعد تقسيمٍ دام لأربعة قرون ونصف، أُعيد توحيد بالاتينات الانتخابية، التي أُضيف إليها دوقيتي يوليش وبرغ، مع بافاريا. في عام 1793، اجتاحت الجيوش الثورية الفرنسية منطقة البالاتينات؛ في عام 1795، غزا الفرنسيون، على يد مورو، بافاريا بذاتها، وتقدموا إلى ميونخ – حيث جرى استقبالهم ببهجة من قِبل الليبراليين الذين قُمعوا لوقتٍ طويل – وحاصروا إنغولشتات. فر كارل تيودور، الذي لم يفعل شيئًا لمنع الحروب أو مقاومة الغزو، إلى ساكسونيا، وترك مجلس الوصاية على العرش، الذي وقّع أعضاؤه معاهدة مع مورو، منح بموجبها هدنةً مقابل إسهامات كبيرة (7 سبتمبر 1796). في ذلك الوقت، كانت بافاريا في وضع سيئ، بين الفرنسيين والنمساويين. قبل وفاة كارل تيودور (16 فبراير 1799)، احتل النمساويون البلاد مجددًا، استعدادًا لتجديد الحرب مع فرنسا.
تولى ماكسيميليان الرابع جوزيف (من عائلة تسفايبروكن)، الأمير الناخب الجديد، إرثًا شاقًا. رغم كون ميوله الخاصة، وميول وزيره المسيطر، ماكسيميليان فون مونتغيلاس، فرنسية وليست نمساوية، إلا أن حالة الشؤون المالية البافارية وواقع تشتت القوات البافارية وعدم انتظامها، وضعته عاجزًا في أيدي النمسا؛ في 2 ديسمبر 1800، هُزمت الجيوش البافارية مع جيوش النمسا في هوهنليندن، واحتل مورو ميونخ مرة أخرى. من خلال معاهدة لونفيل (9 فبراير 1801)، خسرت بافاريا منطقة البالاتينات ودوقيتي تسفايبروكن ويوليش. نظرًا للمطامح والخطط المموهة في البلاط النمساوي، فقد اعتقد مونتغيلاس حينها أن مصالح بافاريا تكمن في تحالف واضح مع الجمهورية الفرنسية؛ نجح في التغلب على تردد ماكسيميليان جوزيف؛ و، في 24 أغسطس، وُقعت معاهدة سلام وتحالف منفصلة مع فرنسا في باريس.
سمح صلح برسبورغ عام 1805 لماكسيميليان برفع مكانة بافاريا إلى مملكة. بناءً على ذلك، أعلن ماكسيميليان نفسه ملكًا في 1 يناير 1806. ظل الملك بمثابة أمير ناخب لحين انفصال بافاريا عن الإمبراطورية الرومانية المقدسة في 1 أغسطس 1806. لم يجري التنازل عن دوقية برغ لنابليون إلا في عام 1806. واجهت المملكة الجديدة تحديات منذ بداية تأسيسها، معتمدة على دعم فرنسا النابليونية. واجهت المملكة حربًا مع النمسا عام 1808 ومن عام 1810 إلى 1814، خسرت جزءًا من أراضيها إلى مملكة فورتمبيرغ وإيطاليا وبعدها النمسا. في 1808، أُزيلت كل آثار القنانة، التي خلّفتها الإمبراطورية القديمة. في نفس السنة، أصدر ماكسيميليان أول دستور بافاري مكتوب. على مدى السنوات الخمس اللاحقة، تعدل عدة مرات ليتوافق مع رغبات باريس.
خلال الغزو الفرنسي لروسيا عام 1812 قُتل نحو 30,000 جندي بافاري في المعارك. من خلال معاهدة ريد في 8 أكتوبر 1813 تركت بافاريا كونفدرالية الراين ووافقت على الانضمام إلى التحالف السادس ضد نابليون مقابل ضمان استمرار سيادتها واستقلالها. في 14 أكتوبر، قدمت بافاريا إعلانًا رسميًا للحرب ضد فرنسا النابليونية. دُعمت المعاهدة بحماس من قِبل ولي العهد لودفيغ ومن قِبل المشير فون فريد. أنهت معركة لايبزغ في أكتوبر 1813 الحملة الألمانية مع انتصار دول التحالف، وفشلٍ تام للفرنسيين، رغم تحقيقهم نصرًا صغيرًا حين حاول جيش مملكة بافاريا عرقلة انسحاب الجيش الكبير الفرنسي في هاناو.
مع هزيمة فرنسا النابليونية في عام 1814، عوّضت بافاريا بعض خساراتها، وحصلت على أراض جديدة، مثل دوقية ورزبرغ الكبرى وأسقفية ماينز الكبرى وأجزاء من دوقية هس الكبرى. أخيرًا، في عام 1816، أُخذت منطقة بلاتينيت رينيه من فرنسا مقابل سالزبرغ بمعظمها، والتي جرى التنازل عنها بعد ذلك إلى النمسا (معاهدة ميونخ (1816)). كانت ثاني أكبر وثاني أقوى ولاية جنوب نهر الماين، بعد النمسا فقط. في ألمانيا بأكملها، كان ترتيبها الثالث بعد بروسيا والنمسا.
بين عامي 1799 و1817، اتّبع رئيس الوزراء الكونت مونتغيلاس سياسة تحديث صارمة وأرسى قواعد البنى الإدارية التي أبقت على صمود الملكية، وهم (في جوهرهم) صالحين حتى اليوم. في 1 فبراير 1817، عُزل مونتغيلاس  ودخلت بافاريا عهدًا جديدًا من الإصلاح الدستوري.

### الدستور
في 26 مايو 1818، أُعلن دستور بافاريا الثاني. أسس الدستور برلمانًا بمجلسين (لانتاغ). البيت الأعلى، ويتألف من الأرستقراطيين والنبلاء، من بينهم الأمراء الملكيين ومسؤولي الحكومة ورؤساء الأساقفة ومالكي الأراضي من عائلات الطبقة الراقية ومرشحين من التاج. البيت الأدنى، وتضمن ممثلين عن مالكي الأراضي، والجامعات الثلاث، ورجال دين (كاثوليك وبروتستانت) وممثلين عن المدن والفلاحين. دون موافقة كِلا المجلسين، لا يمكن إقرار أي قانون ولا يمكن فرض أي ضريبة. كانت حقوق البروتستانت مصانة في الدستور بوجود أحكام تدعم المساواة بين جميع الأديان، رغم معارضة داعمي الكنسية الرومانية الكاثوليكية. تبين أنه كان للدستور الأول أثر كارثي على الملكية، بوجود جدالات من بينها أنه على الجيش أن يُقسم بولائه للدستور. ناشدت الملكية مملكة بروسيا والإمبراطورية النمساوية طلبًا للمشورة، رفضت الاثنتان اتخاذ إجراءات بالنيابة عن بافاريا، لكن قلّت النكسات واستقرت الولاية مع اعتلاء لودفيغ الأول العرش بعد وفاة ماكسيميليان عام 1825.
ضمن مملكة بافاريا، تمتعت منطقة البالاتينات بمكانة قانونية وإدارية خاصة، مع حفاظ الحكومة البافارية على الإنجازات الهامة المُحققة في الفترة الفرنسية. وصف المؤرخ الألماني هينر هان مكانة البلاتينات الخاصة ضمن بافاريا بأنها علاقة دولة رئيسية (بافاريا) ودولة مرافقة (البالاتينات).    

## ملوك بافاريا
في عام 1805 أصبحت بافاريا مملكة، وصار الناخب ماكسيميليان الرابع يوسف أول الملوك باسم ماكسيميليان الأول.
- 1805-1825 ماكسيميليان الأول
- 1825-1848 لودفيش الأول
- 1848-1864 ماكسيميليان الثاني
- 1864-1886 لودفيش الثاني
- 1886-1913 أوتو
  - 1886-1912 ليوبولد بافاريا، وصي 
  - 1912-1913 الأمير لودفيش بافاريا، وصي
- 1913-1918 لودفيش الثالث